# Dan Houser
Dan Houser (Londres, 24 de maio de 1974) é um produtor e escritor britânico de vídeo-jogos e co-fundador, juntamente com o seu irmão Sam Houser, da Rockstar Games. Dan Houser foi um dos responsáveis por alavancar a franquia Grand Theft Auto, após escrever e produzir Grand Theft Auto III, o primeiro da série na terceira dimensão (universo 3D), considerado como um dos jogos mais importantes de sempre. Produziu e escreveu também, mais recentemente, Grand Theft Auto V, o produto com o maior lançamento da história do entretenimento e o que mais vendeu em menos tempo.
Dan Houser deixou a Rockstar Games em fevereiro de 2020.
Dan Houser, após sair da Rockstar, fundou um novo estúdio de jogos chamado "Absurd Ventures in Games", incorporado oficialmente em 23 de junho de 2021.